# Небо и земля (группа)
Небо и земля — советская рок-группа, образованная Владимиром Сигачёвым в 1986 году и просуществовавшая до 1991 года.

## История
В 1985 году из-за давления властей группа «ДДТ» вынуждена была уехать из Башкирии. Группа переезжает в Москву, где записывает альбом «Время» при участии Сергея Рыженко, который вскоре стал новым участником группы. Шевчук собирался перебраться на постоянное местожительство в Москву, а Сигачёв — в Ленинград. Но вышло наоборот — Сигачёв женился на москвичке и в 1987 году переехал в столицу. Выступление на Подольском фестивале в 1987 году было для Сигачёва последним в составе «ДДТ».
Помимо «ДДТ» Рыженко намеревался реанимировать свою старую группу «Футбол». Рыженко подписал Сигачёва клавишником, а на его просьбу помочь найти музыкантов, чтобы записать песни, щедро предложил сделать свою программу в составе «Футбола». Но у самого Рыженко в тот момент начались личные неприятности, и он нежданно-негаданно оказался вне сцены. А музыканты «Футбола» составили костяк новой группы Сигачёва «Небо и Земля». Это были Сергей Шорохов (бас) и Андрей Кобец (барабаны). Позже к троице примкнули Борис Шапиро (гитара) из группы «Магнит» и Александр Гуняев (директор группы). Сам Сигачёв сменил фортепиано на гитару и место у микрофона. В том же 1987 году «Небо и Земля» записала первый альбом — «Шесть часов вечера», зимой 1988 года вступила в Московскую рок-лабораторию и дебютировала с «живым» концертом на рок-лабораторском фестивале.
Из множества стилей Сигачёв и его коллеги выбрали для себя рок-н-ролл, ритм-энд-блюз и немного панк-рока. Песни группы представляли собой описания социальных «разборок», превращенных в анекдоты умелым пером Сигачёва. Самые известные песни — «Мой дед — панк», «Музыка Ха-Ба», «Руки по локоть в любви», «Рыбная ночь», «Серый мальчик», «6 часов вечера». В конце 80-х группа много гастролирует, записывает магнитофонные альбомы. «Небо и земля» концертировали, как минимум, до весны 1991 года. В 90-х годах след и Сигачёва, и его музыкантов теряется.
Борис Шапиро в 1991 году вместе с родителями уехал жить в США, где уже находился его брат. Работал компьютерным инженером, играл блюз. Застрелился из пистолета в 2007 году после тяжёлой болезни. Похоронен на кладбище Алта Меса в Пало Альто, штат Калифорния.

## Состав
- Владимир Сигачёв — гитара, клавишные, вокал, автор.
- Борис Шапиро — гитара.
- Сергей Шорохов — бас.
- Андрей Кобец — ударные.
- Александр Гуняев — директор, звук.

## Дискография
- 1987 — Шесть часов вечера
- 1988 — Искусственные органы
- 1989 — Панки по жизни
- 1989 — Музыка Ха-Ба (Студия DDT)